# Speedy Gonzales: Los Gatos Bandidos
Speedy Gonzales: Los Gatos Bandidos é um jogo eletrônico de aventura do console Super Nintendo Entertainment System, lançado em 1995 exclusivamente para o público norte-americano.
O game é uma adaptação do desenho animado Speedy Gonzales, que no Brasil é conhecido como Ligeirinho.

## Enredo
Em uma pequena vila mexicana, todos os ratos desfrutam de uma festa até que Los Gatos Bandidos, um grupo de gatos, os sequestrou. Apenas Rodriguez Slowpoke escapa e manda chamar seu primo, Speedy Gonzales. Speedy entra em cada nível e tenta resgatar o maior número possível de ratos enquanto persegue o queijo e evita riscos naturais. A jogabilidade em Speedy Gonzales lembra a série Sonic the Hedgehog.
Os players podem usar um chute de curto alcance para atacar e, ocasionalmente, podem pegar itens para uso posteriormente no jogo. O jogo é cheio de buracos e espinhos sem fundo, que matam os jogadores instantaneamente. Ficar trancado em uma gaiola também faz com que os jogadores percam uma vida. Arqui-inimigos do desenho animado, como Sylvester e Robocat, aparecem no jogo. No Estágio 6-1, há um botão específico em uma seção no nível que costumava bloquear emuladores, devido à emulação inadequada de como o jogo executava o código do botão. Byuu, conhecido por seu emulador higan, documentou como isso ocorreu e como foi corrigido.

## Recepção
Captain Squideo, da GamePro, fez uma crítica negativa ao jogo, concentrando-se particularmente na jogabilidade fácil e rudimentar: "O estilo colorido dos desenhos animados lembra o jogo Adventures of Yogi Bear do ano passado, e a jogabilidade simplista de correr e saltar atrai apenas os jovens jogadores ... Os quebra-cabeças são reparadores, os inimigos caem com um chute rápido e os bônus de tempo abundantes ajudam a vencer o relógio. " No entanto, ele elogiou a qualidade e o charme da música, das vozes e dos efeitos sonoros. Um revisor da Next Generation criticou que a mecânica de jogo e os designs de níveis são, na maioria das vezes, descaradamente roubados da série Sonic the Hedgehog, e os lida mal com animações agitadas e "um momento que faz você se sentir como se estivesse controlando uma morsa grande, ao invés de um mouse". Ele deu uma de cinco estrelas.

## Versão Hack
Este jogo ganhou uma versão hackeada para o SNES pela Twin Eagles Group que tornou-se bastante famosa, principalmente no Brasil. Esta versão hackeada foi intitulada Sonic the Hedgehog 4 (também conhecido como Sonic SNES para evitar confusão com o verdadeiro Sonic the Hedgehog 4).
Nesta versão, Speedy Gonzales é substituído por Sonic, e os ratos enjaulados que ele salva são substituídos pelo famoso personagem Mario.